# Bordtennis
Bordtennis er et boldspil for to eller fire spillere, hvor spillerne ved hjælp af bat på skift returnerer en let bold over et net, som er spændt ud på tværs af bordet. Formålet er (som i tennis) at tvinge modstanderen til at begå fejl.
Sporten har været idrætsgren i De Olympiske Lege (OL) siden 1988. Der er flere end 30 mio. registrerede spillere i verden, men spillet er derudover også populært som idræt og underholdning i skoler, fritidshjem og lignende verden over.
Michael Maze er en af  Danmarks bedst kendte bordtennisspillere gennem tiden, og har bl.a. vundet OL bronze, VM bronze og EM guld.

## Historie
Spillet kom til verden som et tidsfordriv blandt 19. århundredes engelske officerer, der af ren kedsomhed skar runde kugler ud af champagnepropperne og hev lågene af cigarkasserne, som de brugte til at spille med. Bordtennisspillet bredte sig i begyndelsen af 20. århundrede til resten af Europa og især Asien. I en tidlig fase markedsførte en producent det nødvendige udstyr under mærket "ping-pong" – et navn, der stadig bruges, særligt om spillets uorganiserede udøvelse.

## Spillets afvikling
Der konkurreres i single, double og mixed-double, ligesom der afvikles holdturneringer med to, tre eller fire spillere på hvert hold. En kamp afvikles typisk over fem eller syv sæt, og i hvert sæt spilles der til 11. Man trækker lod om bolden, og man har 2 server hver, af gangen; hvis det står 10-10, spiller man til der er en der fører med 2 point. Når der er en der har vundet et sæt, bytter man side.
Man får point ved at være den sidste, der lykkes med en returnering i en duel. En lovlig returnering sættes ind med battet efter, at bolden har ramt egen bordhalvdel og før den rammer gulvet, kroppen eller andet. Returneringen skal derefter ramme modstanderens bordhalvdel uden at have rørt noget andet (netkant og stolper undtaget).
Det første slag i hver duel kaldes en serv. Der findes særlige regler for gennemførelse af en korrekt serv. I double server den samme på holdet to gange og modstanderen skal skiftes til at tage den. I double server man fra højre til højre. Det er normalt for spillere at sige: "Jeg server, i bytter", når de skal serve,[kilde mangler] så ved alle hele tiden, hvor de er kommet til. Double er ofte mere passivt end single[kilde mangler]. Meget underskru, og bløde åbninger er at fortrække.[kilde mangler]

## Skru
Der kan laves forskellige skru i en serv/spillet, de kan overraske modstanderen. Der kan laves følgende skru: overskru, underskru, sideskru og fejlskru.
Overskru opnås bedst ved et såkaldt "loop". Loopet er et slag hvor man rammer bolden i en opadgående bevægelse, med battet holdt i en 45-graders vinkel. Overskru og dermed loopet anses som et offensivt slag.
Underskru opnås bl.a. ved henholdsvis prik og baghåndsstik. Ved disse slagteknikker laver man en fremad- og let nedadgående bevægelse og holder battet et sted mellem vandret og i 45 grader. Underskruede slag anses som defensive slag.
Sideskru og fejlskru har mange afskygninger og variationer. Det kan med fordel kombineres med ovenstående teknikker for at gøre returnering ekstra svært for modstanderen.

## Bordet
Bordet skal være 2,74 meter langt, 1,525 meter bredt og og 76 centimeter højt. Bordet må være lavet af alle materialer, bare bolden hopper 23 cm op, hvis den bliver sluppet fra en højde på 30 cm.

## Bolden
Bolden man bruger nu til dags har en diameter på 40 mm., hvor man førhen brugte 38 mm. bolde. Man ændrede boldstørrelsen i år 2000, da den større bold har en anelse langsommere opspring, hvorfor man får længere dueller, hvilket er mere TV-venligt. Bordtennisbolde bliver produceret af plastik. De har været produceret af Celluloid, men det blev afskaffet på grund af klimaproblemer.